# Elvira Barbey
Pour les articles homonymes, voir Barbey (homonymie).
Elvira Barbey, née le 7 août 1892 et morte le 18 août 1971 à Épalinges, est une patineuse artistique franco-suisse. Elle a été deux fois championne de France en couples avec son époux Louis Barbey en 1934 et 1936.

## Biographie

### Carrière sportive
Avec son époux Louis Barbey, elle patine en couple artistique pour la Suisse lors des Jeux olympiques d'hiver de 1928 à Saint-Moritz terminant onzième. Elle patine aussi en solo, se classant 19e. Elle patine ensuite lors des championnats de France et remporte deux fois le titre national en couplesen 1934 et 1936 à Paris.

### Famille
Elle est la mère de la sextuple championne de France de patinage artistique Gaby Barbey.

## Palmarès
| Compétitions en Couple       | 1924 | 1925 | 1926 | 1927 | 1928 | 1929 | 1930 | 1931 | 1932 | 1933 | 1934 | 1935 | 1936 | 1937 |  |
| Jeux olympiques d'hiver      |      |      |      |      | 11e  |      |      |      |      |      |      |      |      |      |  |
| Championnats du monde        |      |      |      |      |      |      |      |      |      |      |      |      |      |      |  |
| Championnats d’Europe        |      |      |      |      |      |      |      |      |      |      |      |      |      |      |  |
| Championnats de France       | 2e   | 2e   |      | 2e   | 2e   | 2e   | 2e   | 2e   | 2e   | 2e   | 1re  | 3e   | 1re  | 3e   |  |
|                              |      |      |      |      |      |      |      |      |      |      |      |      |      |      |  |
| Compétitions en Individuelle | 1924 | 1925 | 1926 | 1927 | 1928 | 1929 | 1930 | 1931 | 1932 | 1933 | 1934 | 1935 | 1936 | 1937 |  |
| Jeux olympiques d'hiver      |      |      |      |      | 19e  |      |      |      |      |      |      |      |      |      |  |
|                              |      |      |      |      |      |      |      |      |      |      |      |      |      |      |  |